# Robert Orel Dean
Robert Orel Dean (Tucson, 2 marzo 1929 – Scottsdale, 11 ottobre 2018) è stato un militare e ufologo statunitense.

## Biografia
Dean è stato militare nell'Esercito Statunitense e si è congedato dopo 28 anni di servizio con il grado di sergente maggiore. Dopo il congedo si è stabilito a Tucson in Arizona e si è dedicato all'ufologia.
Ha preso parte a numerosi programmi radiofonici e televisivi sugli UFO e ha tenuto numerose conferenze negli USA con particolare riferimento alle tematiche della teoria del complotto sugli UFO.
Dean si considera un ricercatore professionale sugli UFO e afferma che nel periodo in cui era nell'esercito aveva un'autorizzazione speciale per accedere a documenti segreti. Mentre svolgeva servizio in Belgio presso il Quartier Generale Supremo della NATO in Europa (SHAPE), avrebbe letto un documento segreto intitolato The Assessment, che analizzerebbe le attività svolte dagli extraterrestri sulla Terra. Tale studio sarebbe stato redatto a seguito di un'ondata di avvistamenti di UFO avvenuta in Europa nel 1961. 
Nel 1992 quando lavorava come coordinatore dei servizi di emergenza della contea di Pima County in Arizona, Dean fece causa al suo datore di lavoro per discriminazione, sostenendo che era trattato ingiustamente a causa delle sue convinzioni sugli UFO. Egli ottenne un risarcimento di 100.000 dollari.

## Investigazione sul documentoThe Assessment
L'ufologo Timothy Good ha condotto un'indagine sulle dichiarazioni di Dean, dopo averlo incontrato ed avere avuto una foto a colori della copertina del documento segreto The Assessment. È risultato che Dean ha lavorato realmente presso il Quartier Generale della NATO in Europa, ma nel Gruppo Linguistico e non nel Gruppo di Intelligence come aveva affermato. Good ha poi contattato il contrammiraglio Michael Moore, vice capo assistente dello staff operativo del Quartier Generale NATO e il dott. Gregory Pedlow, storico in servizio presso lo stesso Quartier Generale. Moore ha negato che il documento esista, mentre Pedlow ha affermato che il codice riportato sulla copertina non corrisponde a quelli usati dalla NATO. Inoltre lo scienziato Fred Hoyle, che secondo Dean è stato consulente scientifico nella redazione del documento, ha negato il suo coinvolgimento. I sostenitori di Dean ritengono che l'ex-militare abbia detto la verità, ma che le persone contattate da Good abbiano buone ragioni per negare l'esistenza del documento.